# エンド ウォー
『エンド ウォー 』 (Tom Clancy's EndWar) は、トム・クランシーブランドのひとつで、Xbox 360、PlayStation 3、PCで発売されたビデオゲームである。ジャンルはリアルタイムストラテジーで、題材は石油資源枯渇の迫った近未来に起こりうる、資源ナショナリズムの果ての第三次世界大戦。当初はコンシューマー版のみ発売されていたが、2009年にはPC版も発売された。各プラットフォーム間での相互プレーには対応していない。
Xbox 360版では、Xbox Liveマーケット・プレイスにて無料日本語体験版が配信されている。また、PS3版では初回限定パックの特典としてワイヤレスヘッドセットが付属する。

## 世界観
西暦2016年。中東での悲劇的な『核兵器テロ』を受け、それまでのミサイル防衛技術は極度に発展し、大陸間弾道ミサイルによる核兵器の脅威が消え去った時代が訪れた。だが世界各地でのテロ活動は衰えず各国の国際的な緊張が高まりつつあった。ロシア連邦は世界一のエネルギー供給国となり、イギリスを除くヨーロッパ諸国は『ヨーロッパ連邦』となり超大国として君臨。
そして2020年。アメリカ合衆国は軍事宇宙ステーション『フリーダム・スター』（Freedom Star）を完成させ、各国に大きな脅威を与えた。これが引き金となり、ヨーロッパ連邦はNATOを脱退。世界情勢は悪化の一途を辿る。第三次世界大戦、すなわち『最終戦争』（エンド・ウォー/END WAR）の始まりは時間の問題であった。

## 登場勢力
アメリカ合衆国：統合打撃軍 （United States' Joint Strike Force）
現在と変わらず、アメリカ軍ジョイント・ストライク・フォースは最新鋭のハイテク装備を保有する世界最強の軍隊である。スコット・ミッチェル大将率いる特殊部隊ゴーストや精密誘導兵器、ステルス兵器などを保有し、海兵隊遠征隊や無人航空機など展開力の高いユニットを主力とする。
ヨーロッパ連邦：エンフォーサーズ軍団 （European Federation Enforcers Corps）
旧国連平和維持軍から編成されたユーロ軍は都市での戦闘を得意とし、機動力の高い装甲戦闘車両等を保有。さらに指向性エネルギー兵器など未来的な装備をも持つ。
ロシア連邦：スペツナズ親衛旅団 （Russian Spetsnaz Guards Brigade）
ベテラン揃いのロシア軍は、効率的で屈強な兵士たちが揃う。重火器・重装甲が特徴で、特に大砲と装甲車輌に優れている模様。

## ゲーム・システム
最初に戦場を選択し、選んだ戦場で敵軍と交戦。そして勝利することでその領土を獲得できる。最終的に全ての領土を手にすれば勝利らしく、スター・ウォーズ バトルフロントシリーズの『ギャラクティック・コンクエスト』のようなシステムである。
ソロ・キャンペーン
オフラインによる一人用のモード。
スカーミッシュ
他のゲームでは「インスタント・アクション」や「フリーモード」と呼ばれることの多いゲームモード。ここでは条件などをプレイヤーが任意に設定し、NPCまたはオンラインで人間を相手にゲームをすることが出来る。
シアター・オブ・ウォー
オンライン専用のゲームモードで、参加する全てのプレイヤーが同じマップ（世界地図）上でゲームをプレイする。参加プレイヤー人数は数百人ほど。ファーストパーソン・シューティングゲームでは、それなりに多いほうだがリアルタイムストラテジーとなると兵士の数が大規模になると予想される。ちなみに、一人のプレイヤーは大部隊を指示することとなる模様。カメラワークはユニットに分けられ、PCのような上からの視点などはなくプレイヤーを中心に三人称視点になる。
扱える兵科部隊としてはRiflemen, Engineers, Tanks, Transports, Helicopters, Artillery, Command Vehiclesの以下7つである。そして、戦場に1,000ユニット以上が一度に激戦を繰り広げられることが可能とのこと。

## ボイス・コマンド
このゲームでの最も大きな特徴のひとつといえるのが音声認識によるボイス・コマンドである。今まではコントローラ操作が主流と一般的に考えられていたが、エンドウォーではレインボーシックス ベガス同様ボイスコマンドが対応となりコントローラは予備としての操作となる（コントローラーのみでも操作できるらしい）。
戦闘中は全てのプロセスがボイスコマンドでの指令が可能であり、プレイヤーは軍司令官の気分でゲームをすることが出来る。ユービーアイソフト・ジャパンらしくゲーム内のテキスト、音声の日本語ローカライズはもちろんのこと、このボイスコマンドも日本語に対応している。
実例
自分が指揮する5番目の部隊（予め自軍の部隊にはナンバリングが施されている）に、敵軍の3番目の部隊を攻撃させる場合は
“部隊ファイブ、攻撃、エネミー・スリー”
という具合になる。ここでは意図的に「5」ではなく「ファイブ」とカタカナ英語で表記しているが、このゲームでは数字を「ご」ではなく、『ファイブ』のように英語読みをする必要があるためである。日本語発音でシステムが受け付けるかは不明。
他には基本的な動作命令として『移動』『攻撃』『占領』『増援』『アップグレード』『後退』『撤退』『カメラ』といったコマンドを駆使し、ゲームを進めてゆくようだ。また、占領対象であるアップリンクの呼称には『アルファ』『ブラボー』『デルタ』等NATOフォネティックコードに従った単語を用いる。